# طرلان (أميرية)
طرلان (بالفارسية: طرلان) هي قرية تقع في إيران في قسم أمیریة الريفي. يقدر عدد سكانها بـ 407 نسمة بحسب إحصاء 2016.